# Thorunna
Thorunna es un género de moluscos nudibranquios de la familia Chromodorididae (babosas de mar).

## Diversidad
El género Thorunna incluye un total de 15 especies descritas:
- Thorunna africana Rudman, 1984
- Thorunna arbuta  (Burn, 1961)
- Thorunna australis Risbec, 1928
- Thorunna daniellae Kay & Young, 1969
- Thorunna florens  Baba, 1949
- Thorunna furtiva  Bergh, 1878
- Thorunna halourga Johnson & Gosliner, 2001
- Thorunna horologia Rudman, 1984
- Thorunna kahuna Johnson & Gosliner, 2001
- Thorunna montrouzieri Rudman, 1995
- Thorunna perplexa  (Burn, 1957)
- Thorunna punicea Rudman, 1995
- Thorunna purpuropedis Rudman & Johnson, 1985
- Thorunna speciosa Rudman, 1990
- Thorunna talaverai Ortea, Bacallado & Valdés, 1992

Especies cuyo nombre ha dejado de ser aceptado por sinonimia:
- Thorunna lapislazuli Bertsch & Ferreira, 1974: aceptado como Felimare lapislazuli  (Bertsch & Ferreira, 1974)
- Thorunna scottjohnsoni  (Bertsch & Gosliner, 1989) : aceptado como Ardeadoris scottjohnsoni Bertsch & Gosliner, 1989
- Thorunna speciosus  Rudman, 1990: aceptado como Thorunna speciosa  Rudman, 1990
- Thorunna tura  (Marcus & Marcus, 1967) : aceptado como Mexichromis tura  (Marcus & Marcus, 1967)

## Galería

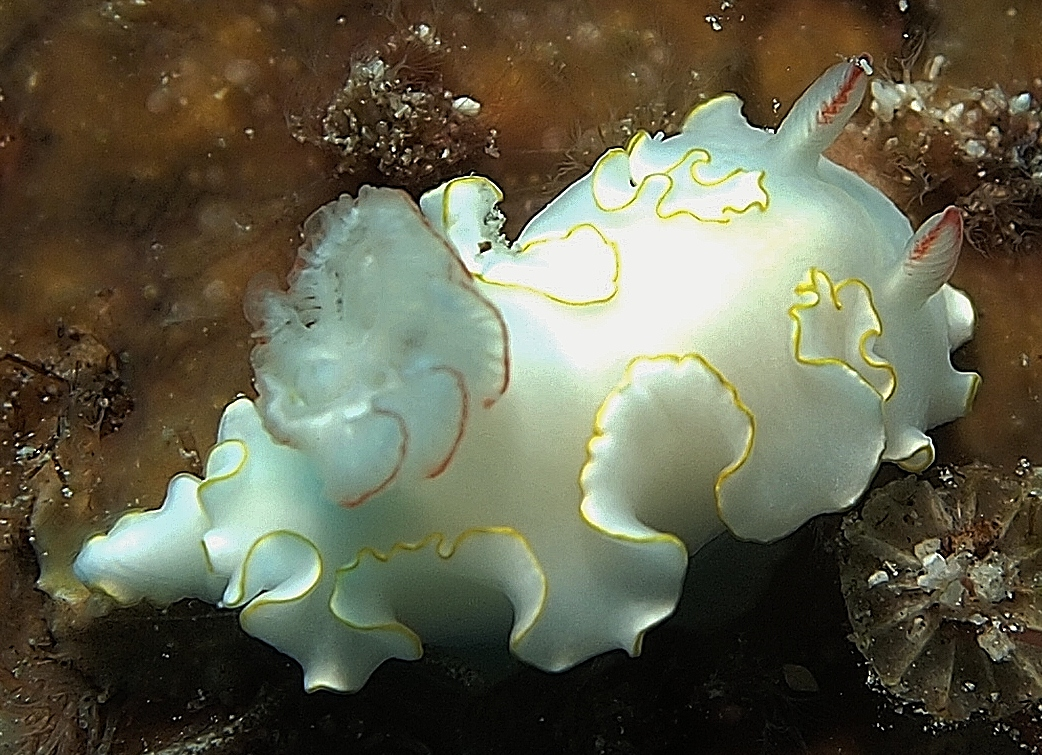
Thorunna africana
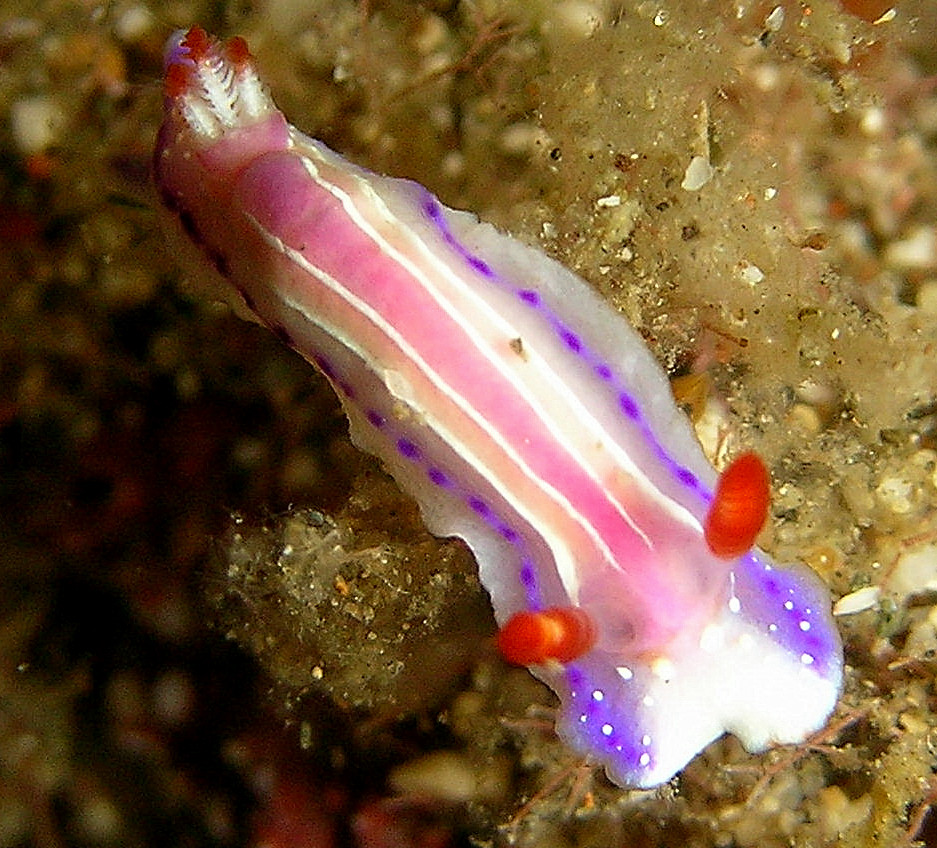
Thorunna australis
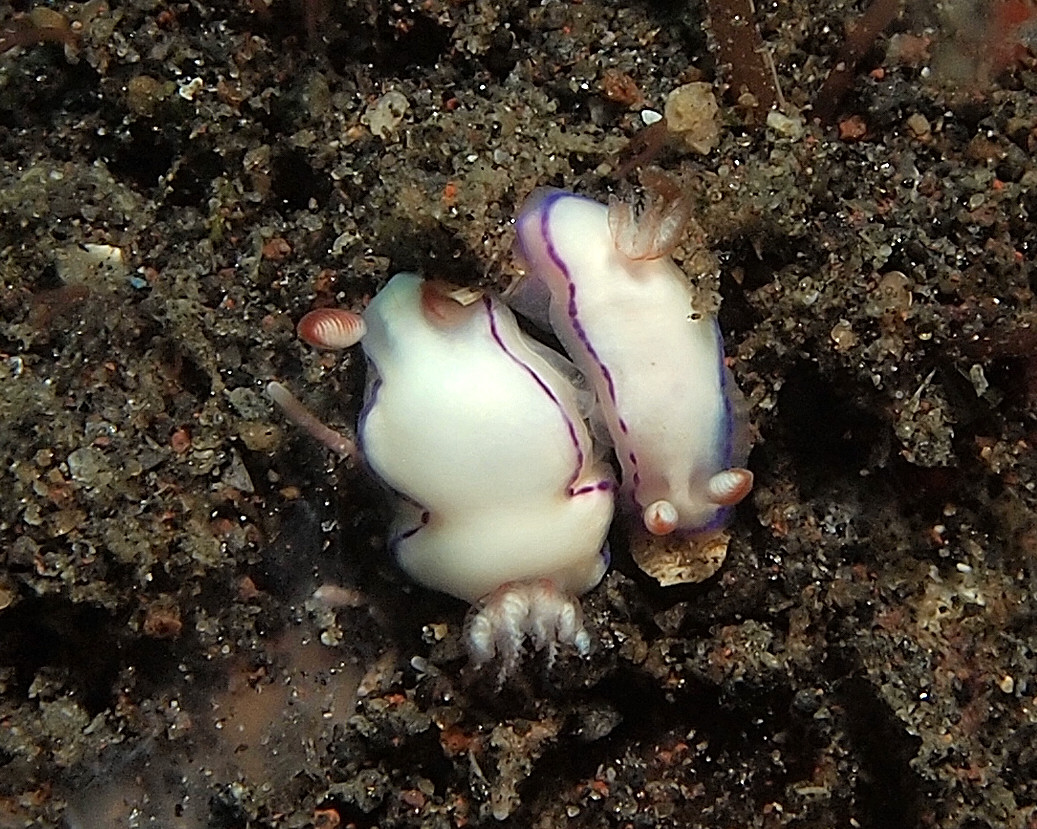
Thorunna daniellae
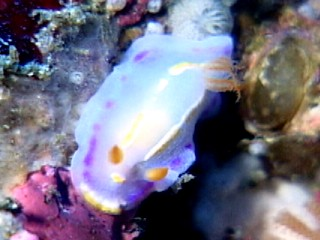
Thorunna florens
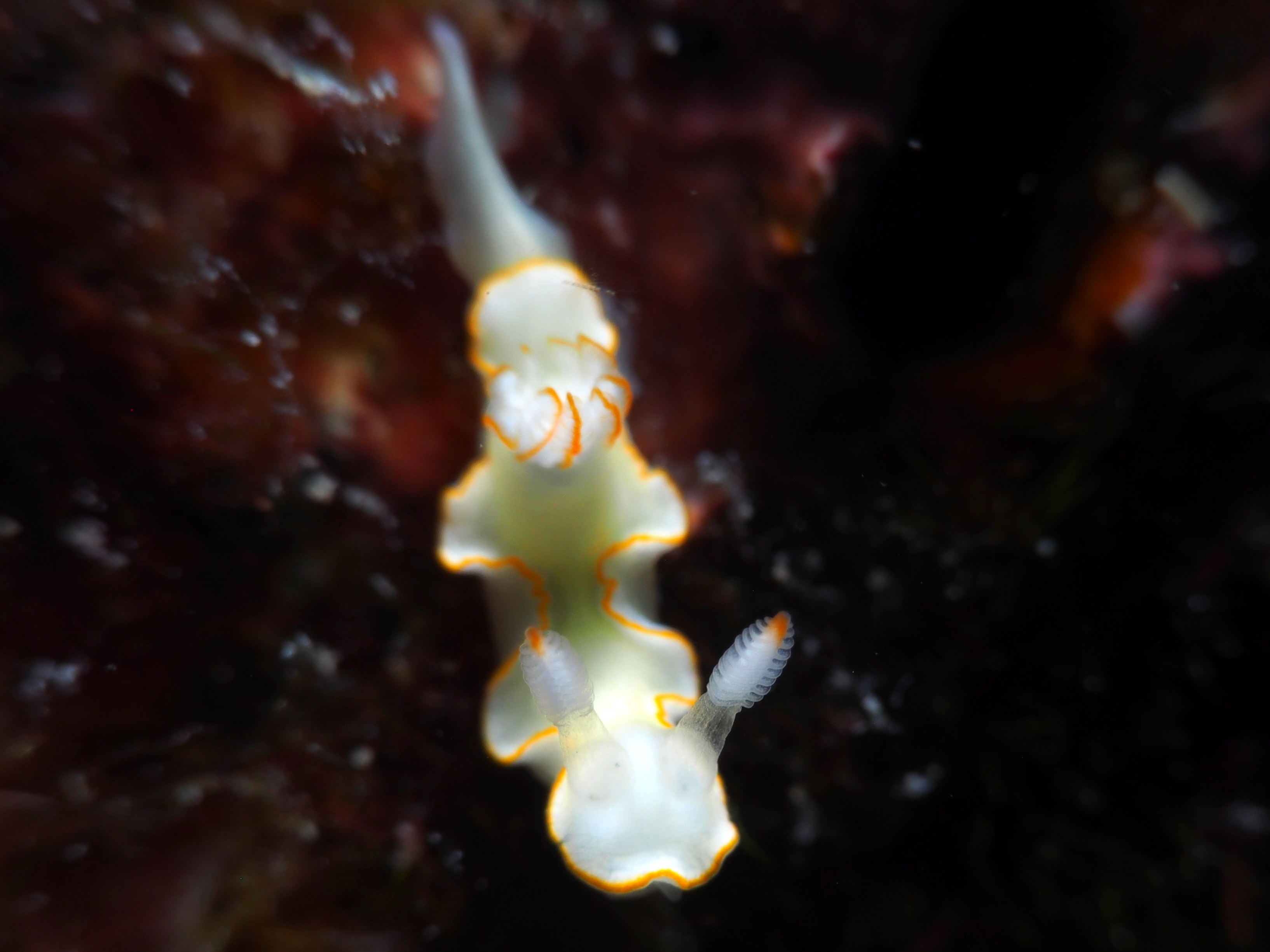
Thorunna furtiva
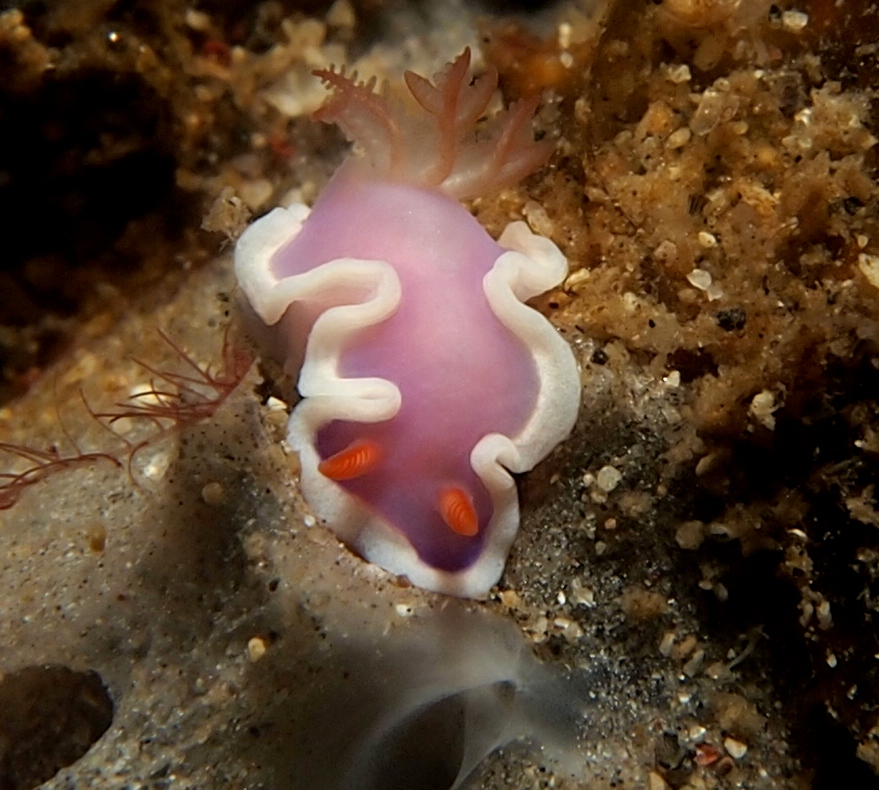
Thorunna halourga
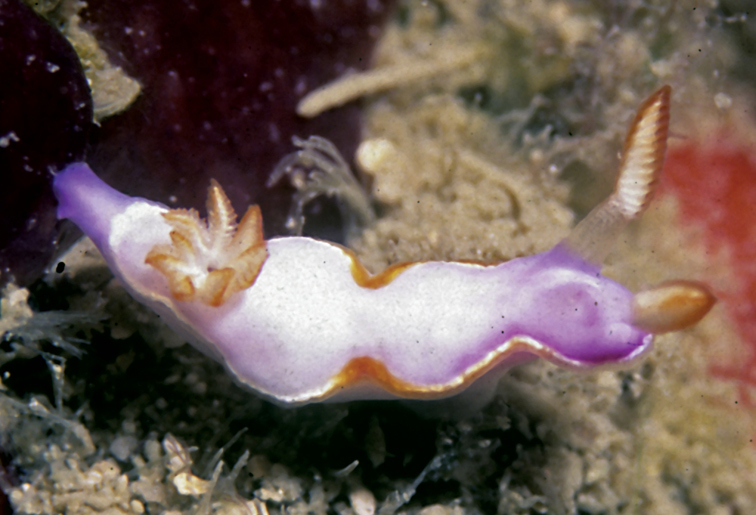
Thorunna cf. horologia